# Dichromodes sigmata
Dichromodes sigmata là một loài bướm đêm trong họ Geometridae.